# Crozat-Gerät
Crozat-Geräte sind herausnehmbare Zahnspangen für den Ober- oder Unterkiefer (Einzelkiefergeräte), die ganz aus Draht zusammengelötet oder -geschweißt sind. Dabei verbindet ein dicker Gerüstdraht die Halteklammern. Er kann dünnere Drähte, die sogenannten Arme, tragen, und diese Arme noch dünnere Drähte, die als Finger bezeichnet werden.
Ursprünglich bestanden Crozat-Geräte aus einer Goldlegierung, die in ihrer Verarbeitung und Dauerhaftigkeit Silber- oder Nichtedelmetall-Legierungen überlegen ist, die später auch genutzt wurden. Damals wurden Crozat-Geräte nach- und umgerüstet, so dass ihre präzise gearbeiteten, viereckigen Halteklammern nur einmal angefertigt werden mussten. Sie nutzen die 6er als Ankerzähne oder seltener die 7er, Milch-5er, oder zusätzliche Halteklammern die Prämolaren. Ihre kurzen Kauflächen-Auflagen sollen den korrekten Sitz des Gerätes stabilisieren, ohne den Zusammenbiss zu stören.
Crozat-Geräte behindern die Remineralisation durch die Speichelzirkulation im Mundraum kaum. Daher sind sie auch für langjährige kieferorthopädische Behandlungen unproblematisch und können beim Trinken anderer Getränke als Wasser problemlos ohne Reinigung im Mund verbleiben, anders als z. B. moderne Korrekturschienen.

## Geschichte
Die Crozat-Methode gebraucht das älteste System herausnehmbarer Zahnspangen. George B. Crozat (1894–1966), der in New Orleans praktizierte, und sein deutscher Mitarbeiter Albert Wiebrecht entwickelten sie, als in der Orthodontie festsitzende Band-Bogen-Apparaturen aus Edelmetallen gebräuchlich und Zahnextraktionen bei Engständen üblich waren. Dazu ersetzten sie die Befestigungsbänder dieser Zahnspangen durch Halteklammern, wie sie in der Zahnprothetik bereits bekannt waren. Primär erleichterte diese 1919 eingeführte Methode dem Patienten die Mundhygiene und dem Behandler das Nachstellen. Sie reduzierte die Gefahr von Zahnwurzelresorptionen durch überdosierte orthodontische Kräfte und eignete sich auch für Patienten mit parodontal geschädigten Gebissen.
Überdies beobachteten die Anwender, dass Crozat-Geräte zu kleine Zahnbögen mit Engständen bei Kindern und langsamer auch bei Erwachsenen zur gesunden Größe entwickeln konnten. Dadurch konnten sie orthodontische Zahnextraktionen vermeiden. Anders als die Denkweise der Orthodontie basierte Crozat seine Methode darauf, dass ein gesundes Kauorgan mit ordentlicher Zahnstellung im Menschen angelegt sei und dass Zähne lediglich durch Hindernisse, wie z. B. Platzmangel, Kreuzbisse, Zwangsführungen oder muskuläre Fehlfunktionen, nicht ihre gesunde Stellung fänden. Daher besteht seine Therapie darin, durch geringe punktuelle Kräfte diese Hindernisse zu überwinden und die Zähne ihre Positionen finden zu lassen. Dabei wirken die Kräfte von Zunge, Lippen und Wangenmuskeln und der Zusammenbiss formend mit. Diesen sollten die Crozat-Geräte folglich zumindest in der abschließenden Behandlungsphase nicht behindern.
Trotz dieser Erfolge blieb die Crozat-Technik eine Nischenmethode, weil amerikanische Behandler von den Möglichkeiten festsitzender Zahnspangen faszinierter waren, während in Europa lange die aktiven Platten und Aktivatoren als Behandlungsmittel vorherrschten. Wiebrecht entwickelte seine Technik weiter und publizierte erst 1966 ein Handbuch darüber. Dies trug dazu bei, dass Crozat-Geräte bei deutschen ganzheitlichen Kieferorthopäden als Ergänzung zum Bionator für die Erwachsenenbehandlung und präprothetische Kieferorthopädie Eingang fanden. Heute werden sie jedoch durch neuere Behandlungsmittel nach und nach verdrängt.

## Methodik der klassischen Crozat-Behandlung
Die originale Crozat-Methode zeigt ein Einzelschritt-Vorgehen, das auch vielen Methoden mit festsitzenden Zahnspangen eigen ist.
Eine klassische Vollbehandlung umfasst drei Stufen, wovon in leichteren Fällen Stufen entfallen können: 1. dehnen, 2. strecken, 3. Zähne einordnen und Bisslage korrigieren. Dazu wird das Gerät schrittweise vom Grundgerät über das Streck-Gerät zum Abschluss-Gerät erweitert. 
- Phase 1[1]:

Neben der Dehnung durch Aufbiegen des Gerüstdrahtes kann das Grundgerät, wenn es im Winkel aufgebogen wird, seine Ankerzähne auch drehen (derotieren). In dieser Phase sind die Kieferbreiten aufeinander abzustimmen.
- Phase 2[2]:

Die Fortsätze des Gerüstdrahtes, die die Dehnwirkung auf die Prämolaren übertragen, werden mit den Drahtarmen versehen. Bei Bedarf werden auch Federn für 7er oder 8er an den Halteklammern angebracht.
Mit dem Armpaar lassen sich die Schneidezähne vorschieben (protrudieren), wobei sie sich oft gerader stellen. Platz für eingeengte Eckzähne gewinnt man stattdessen klassisch mit einem asymmetrischen Armpaar, dessen modifizierter Arm vor dem Eckzahn dem Druck gegenhält, den der Normal-Arm gegen die Schneidezähne ausübt. Während das klassische Gerät nun, falls auch der andere Eckzahn eingeengt ist, spiegelbildliche neue Arme bräuchte, kann unklassisch auch gleich mit doppelten Armen und zusätzlichen Halteelementen beidseitig gearbeitet werden, wobei man die Entwicklung des Kieferknochens jedoch nicht überfordern darf.
Sollen mehrere aufgewanderte Seitenzähne distalisiert werden, kann ein am Crozat-Gerät angebrachter Lip-Bumper zusätzliche Gegenkraft von der Lippe aufnehmen, statt sie nur auf andere Zähne zu stützen.
Phase 2 sollte allen Zähnen Platz schaffen, Zahnbogenkongruenz herstellen und eventuelle Zwangsführungen beseitigen, um eine normale Bisslage zu ermöglichen.
- Phase 3[3]:

Fingerdrähte für verbleibende Korrekturen von Seitenzähnen lässt man meist von den Halteklammern ausgehen, und Protrusionsfedern von den Arm- und Körperdrähten, während für eine Retrusion oder Derotation ein Labialbogen außen an den Halteklammern angebracht wird. Für gezielteres Arbeiten mit Einzelzahnfedern, um z. B. Restlücken zu schließen, kann stattdessen ein Hoch- oder Tieflabialbogen in Armdraht-Stärke als deren Träger dienen. Dadurch bleibt das Gerät wenig sichtbar und die Lippenkräfte können besser mithelfen, den Zahnbogen zu formen.
Mit den auch an Vorderzähnen abgestützten Geräten können zugleich Bisslageverschiebungen erzielt werden, wenn entsprechende Haken angebracht und Gummibänder zwischen oberem und unterem Gerät gespannt werden. Dies wurde aus der festsitzenden Behandlungstechnik übernommen. Mit Gummibändern an einem entsprechend ausgestatteten Crozat-Gerät lassen sich aber auch verlagerte Zähne, wovon besonders Eckzähne betroffen sein können, in den Zahnbogen ziehen, wenn sie freigelegt und mit einem Haken beklebt worden sind.
Insgesamt ist die Crozat-Therapie bei größerem Umfang eine dezente Langsam-Behandlung. Kinder können unter Nutzung ihres Wachstums preisgünstig und zügiger mit aktiven Platten behandelt werden, weil diese nicht nur besser reparierbar sind, sondern durch ihre bessere Verankerung in den Interdentalräumen mehr Korrekturen gleichzeitig ermöglichen. z. B. können sie über entsprechende Schraubelemente simultan dehnen und strecken, sowie Zähne in verfügbaren Platz einordnen.
Crozats und Platten haben einen starren Körper gemein, der den heute verbreiteten festen Straight-Wire Multibracket-Spangen fehlt, sofern er nicht als störendes festes Zusatzteil Palatinalbogen (Gaumenbügel) oder Lingualbogen hinzukommt, oder zusätzlich eine ausgeschliffene Platte, ein „Trainer for braces“ o. ä. getragen wird.